# Высоково (Пестовский район)
Высоково — деревня в Пестовском муниципальном районе Новгородской области. Входит в состав Богословского сельского поселения.
Площадь территории деревни — 12,4 га.
Высоково находится на левобережье реки Белая, на автодороге Хвойная — Кабожа — Пестово, на высоте 143 м над уровнем моря, в 1,5 км к востоку от деревни Богослово и в 7,5 км к северу от посёлка при станции Абросово.

## Население
| 2009 | 2010 |
| ---- | ---- |
| 14   | ↘11  |

По всероссийской переписи населения 2010 года население деревни — 11 человек (6 мужчин и 5 женщин).

## История
В списке населённых мест Устюженского уезда Новгородской губернии за 1909 год деревня Высоково указана как относящаяся к Кирво-Климовской волости (2-го стана, 2-го земельного участка). Население деревни Высоково, что была тогда на земле Токаревского сельского общества — 129 жителей: мужчин — 54, женщин — 75, число жилых строений — 33; тогда в деревне была часовня и имелся хлебозапасный магазин. Затем с 10 июня 1918 года до 31 июля 1927 года в составе Устюженского уезда Череповецкой губернии, затем в составе Климовского сельсовета Пестовского района Череповецкого округа Ленинградской области. Население деревни Высоково в 1928 году — 138 человек. По постановлению ЦИК и СНК СССР от 23 июля 1930 года Череповецкий округ был упразднён, а район перешёл в прямое подчинение Леноблисполкому. По Указу Президиума Верховного Совета СССР от 5 июля 1944 года Пестовский район был передан из Ленинградской области во вновь образованную Новгородскую область. Решением Новгородского облисполкома № 1200 от 28 декабря 1960 года Климовский сельсовет был упразднён, а Высоково вошло в состав Богословского сельсовета с центром деревне Богослово.
С принятием закона от 6 июля 1991 года «О местном самоуправлении в РСФСР» была образована Администрация Богословского сельсовета (Богословская сельская администрация), затем Указом Президента РФ № 1617 от 9 октября 1993 года «О реформе представительных органов власти и органов местного самоуправления в Российской Федерации» деятельность Богословского сельского Совета была досрочно прекращена, а его полномочия переданы Администрации Богословского сельсовета. По результатам муниципальной реформы, с 2005 года деревня входит в состав муниципального образования — Богословское сельское поселение Пестовского муниципального района (местное самоуправление), по административно-территориальному устройству подчинена администрации Богословского сельского поселения Пестовского района. Богословское сельское поселение с административным центром в деревне Богослово было создано путём объединения территории трёх сельских администраций: Богословской, Абросовской, Брякуновской. В 2012 году Новгородская областная дума (постановлением № 50-5 ОД от 25.01.2012) постановила уведомить Правительство Российской Федерации об упразднении в числе прочих Богословского сельсовета Пестовского района.